# Yngve Nyquist
Yngve Nyquist (i riksdagen kallad Nyquist i Grangärde), född 28 april 1922 i Grangärde, död 12 december 1985 i Stockholm, var en svensk personalintendent och riksdagsman (socialdemokrat).
Nyquist var ledamot av riksdagens första kammare 1968-1970 och återkom som riksdagsledamot från 1976 till sin död 1985, invald i Kopparbergs läns valkrets.